# Rebecca Ward
Rebecca Claire Ward –conocida como Becca Ward– (Grand Junction, 7 de febrero de 1990) es una deportista estadounidense que compitió en esgrima, especialista en la modalidad de sable.
Participó en los Juegos Olímpicos de Pekín 2008, obteniendo dos medallas de bronce, en las pruebas individual y por equipos (junto con Sada Jacobson y Mariel Zagunis).
Ganó tres medallas en el Campeonato Mundial de Esgrima, en los años 2005 y 2006.

## Palmarés internacional
| Juegos Olímpicos   | Juegos Olímpicos   | Juegos Olímpicos  | Juegos Olímpicos  |
| Año                | Lugar              | Medalla           | Prueba            |
| ------------------ | ------------------ | ----------------- | ----------------- |
| 2008               | Pekín (China)      | Medalla de bronce | Sable individual  |
| 2008               | Pekín (China)      | Medalla de bronce | Sable por equipos |
| Campeonato Mundial |                    |                   |                   |
| Año                | Lugar              | Medalla           | Prueba            |
| 2005               | Leipzig (Alemania) | Medalla de oro    | Sable por equipos |
| 2006               | Turín (Italia)     | Medalla de oro    | Sable individual  |
| 2006               | Turín (Italia)     | Medalla de plata  | Sable por equipos |